# Daïras de la wilaya de Bordj Bou Arreridj
La wilaya de Bordj Bou Arreridj compte 10 daïras.

## Liste des daïras
Localisation des daïras dans la wilaya de Bordj Bou Arreridj :
1. Bordj Bou Arreridj
2. Aïn Taghrout
3. Ras El Oued
4. Bordj Ghedir
5. Bir Kasdali
6. El Hamadia
7. Mansoura
8. Medjana
9. Bordj Zemoura
10. Djaafra

Le tableau suivant donne la liste des daïras de la wilaya de Bordj Bou Arreridj, en précisant pour chaque daïra : le nombre de communes, sa population, sa superficie et les communes qui la composent.
| Code | Daïra              | Nombre de communes | Population | Superficie km2 | Communes                                                 |
| ---- | ------------------ | ------------------ | ---------- | -------------- | -------------------------------------------------------- |
| 01   | Bordj Bou Arreridj | 1                  |            | +0081,         | Bordj Bou Arreridj                                       |
| 02   | Aïn Taghrout       | 2                  |            | +0233,         | Aïn Taghrout, Tixter                                     |
| 03   | Ras El Oued        | 3                  |            | +0332,         | Aïn Tesra, Ras El Oued, Ouled Brahem                     |
| 04   | Bordj Ghedir       | 5                  |            | +0345,         | Belimour, Bordj Ghedir, El Anceur, Ghilassa, Taglait     |
| 05   | Bir Kasdali        | 3                  |            | +0422,         | Bir Kasdali, Khelil, Sidi Embarek                        |
| 06   | El Hamadia         | 4                  |            | +0680,         | El Ach, El Hamadia, Ksour, Rabta                         |
| 07   | Mansoura           | 5                  |            | +0836,         | Ben Daoud, El M'hir, Haraza, Mansoura, Ouled Sidi Brahim |
| 08   | Medjana            | 4                  |            | +0549,         | El Achir, Hasnaoua, Medjana, Teniet En Nasr              |
| 09   | Bordj Zemoura      | 3                  |            | +0185,         | Bordj Zemoura, Ouled Dahmane, Tassameurt                 |
| 10   | Djaafra            | 4                  |            | +0256,         | Colla, Djaafra, El Main, Tefreg                          |